# Anders Behring Breivik
Pour les articles homonymes, voir Breivik, Behring et ABB.
Anders Behring Breivik, devenu Fjotolf Hansen puis Far Skaldigrimmr Rauskjoldr av Northriki, né le 13 février 1979 à Oslo, est un terroriste norvégien néonazi qui a perpétré et revendiqué les attentats d'Oslo et d'Utøya, qui ont fait un total de 77 morts et 320 blessés (210 par explosifs, 32 par coups de feu, 80 indirectement), le 22 juillet 2011.
Ce jour-là, il commet d'abord un attentat contre un édifice gouvernemental à Oslo, à l'aide d'une bombe à retardement, qui fait huit morts. Au même instant, il rejoint l'île d'Utøya et y perpètre une tuerie de masse dans le camp de la ligue des jeunes du parti travailliste de Norvège, où il assassine 69 personnes, pour la plupart des adolescents,.
L'idéologie de Breivik est décrite dans un fichier texte distribué électroniquement par lui-même le jour des attaques,. Dans celui-ci, il indique son soutien au « conservatisme culturel », à l'ultranationalisme, au populisme de droite, à l'islamophobie, au sionisme d'extrême droite,,, à l'antiféminisme, et au nationalisme blanc. Il considère l'islam, le « marxisme culturel » et la plupart des partis politiques européens comme des ennemis des Lumières et exige l'annihilation, y compris si besoin par des moyens violents, de « l'Eurabia » et du multiculturalisme, ainsi que l'expulsion hors d'Europe de toutes les personnes se revendiquant des principes du Coran avant l'année 2083 pour préserver l'acquis des sociétés occidentales, qu'il assimile à la chrétienté,,. Breivik a écrit que le motif principal de ses attentats était de faire de la publicité pour son manifeste.
Lors d'une première expertise, Breivik est diagnostiqué schizophrène par deux psychiatres mandatés par la justice norvégienne. D'après leur rapport, il a agi de manière pulsionnelle, sous l'empire de pensées délirantes, se présentant notamment comme le futur régent de la Norvège, appelé à prendre le pouvoir avec l'aide d'une organisation templière. D'autres psychiatres ont contesté cette analyse et sous la pression de l'opinion publique, une contre-expertise a été demandée en janvier 2012. Cette seconde expertise contredit les conclusions de la première en affirmant que Breivik, n'étant pas dans un état délirant au moment des faits, est pénalement responsable.
À l'issue d'un procès où il multiplie les provocations, il est jugé responsable de ses actes et condamné à la peine indéterminée, soit 21 ans de prison prolongeables, la peine maximale en Norvège, le 24 août 2012.

## Biographie

### Famille
Anders Behring Breivik naît à l'hôpital Aker d'Oslo le 13 février 1979. Son père Jens Breivik (né en 1935), diplomate de carrière, a déjà trois enfants d'un mariage précédent. Sa mère Wenche Behring (1946-2013) est aide-soignante et déjà mère d'une fille âgée alors de quatre ans.
Peu de temps après la naissance d'Anders, son père est nommé à l'ambassade royale de Norvège à Londres. Sa mère l'y rejoint avec ses deux enfants. Les parents divorcent en 1980 : Anders Behring Breivik est alors âgé d'un an. Sa mère retourne vivre à Oslo avec ses enfants.
Le père se remarie et s'installe à Paris, où il est en poste à l'ambassade de Norvège en France. Dès lors, les contacts et liens père-fils s’espacent peu à peu, puis cessent définitivement à partir de 1995. En 2006, alors qu’Anders Breivik cherche à revoir son père, ce dernier lui fait savoir « qu’il n’est pas mentalement prêt pour une rencontre ».

### Itinéraire
Breivik grandit à Skøyen, un quartier huppé d'Oslo, aux côtés de sa mère et de sa demi-sœur. En 1983, sa mère souffrant de dépression, les services sociaux qui craignent pour le développement du petit Anders envisagent de le placer dans une famille d'accueil, mais cette démarche n'aboutit pas. Adolescent, Breivik adhère à la culture hip-hop et s'adonne au graffiti dans les rues d'Oslo sous le pseudonyme de Morg, ce qui lui vaut quelques démêlés avec la justice et, par contrecoup, le rejet définitif de son père. Incapable de trouver ses marques dans le milieu des tagueurs, il finit par en être exclu.
Élève brillant, il abandonne ses études secondaires en dernière année, avec l'ambition de devenir millionnaire. Il crée successivement plusieurs entreprises avant de connaitre un certain succès avec un site de vente de faux diplômes, qu'il est contraint d'abandonner lorsque la légalité de cette activité est mise en doute. Il joue et perd en bourse, et décide, à l'été 2006, de revenir habiter chez sa mère.
Enfermé dans sa chambre, il s'adonne alors pendant deux années à des jeux vidéo en ligne, principalement World of Warcraft, passant jusqu'à 16 heures par jour devant son écran, au prix de l'abandon de toute vie sociale. Lorsqu'en 2008 il met un terme à ses activités ludiques, son intérêt se tourne vers des forums d'extrême droite, auxquels il contribue avant de se consacrer à l'écriture de ce qui va devenir son manifeste, puis aux préparations de ses tueries de masse. Ce n'est qu'au printemps 2011 qu'il quitte enfin le domicile maternel et s'installe dans une ferme pour y confectionner ses explosifs.

### Activité politique
Dès ses 18 ans, Breivik adhère au Parti du progrès, formation norvégienne sociétalement national-conservatrice, économiquement libérale, développant une rhétorique essentiellement axée sur la nécessité d’un drastique contrôle des flux migratoires qui, d'après elle, mettraient en péril l’identité et l’ordre social du pays.
Lorsqu'est créée la section « Oslo Ouest » des jeunes progressistes, il en devient vice-président. Très actif sur le forum du parti, il ambitionne d'être inclus sur la liste des candidats pour les élections communales de septembre 2003, mais cet espoir est déçu. Amer, il prend ses distances avec le parti, qu'il quitte en 2007. Il en critique alors les fondements politiques ; il les juge trop libéraux à l’égard des immigrants issus des pays musulmans, compare ce type de stratégie à celle prévalant déjà chez d’autres partis influents et leur reproche de s’afficher comme trop « politiquement corrects ».
Attiré par le pouvoir sous toutes ses formes, Breivik se porte candidat à la franc-maçonnerie auprès d'un cousin de sa mère en décembre 2005. Mais il a déjà plongé dans l'univers des jeux vidéo en ligne lorsqu'a lieu son initiation en février 2007. C'est seulement avec réticence, et à l'instigation pressante de son parrain, qu'il se joint à quelques réunions dans les années qui suivent.

### Attentats d'Oslo et d'Utøya

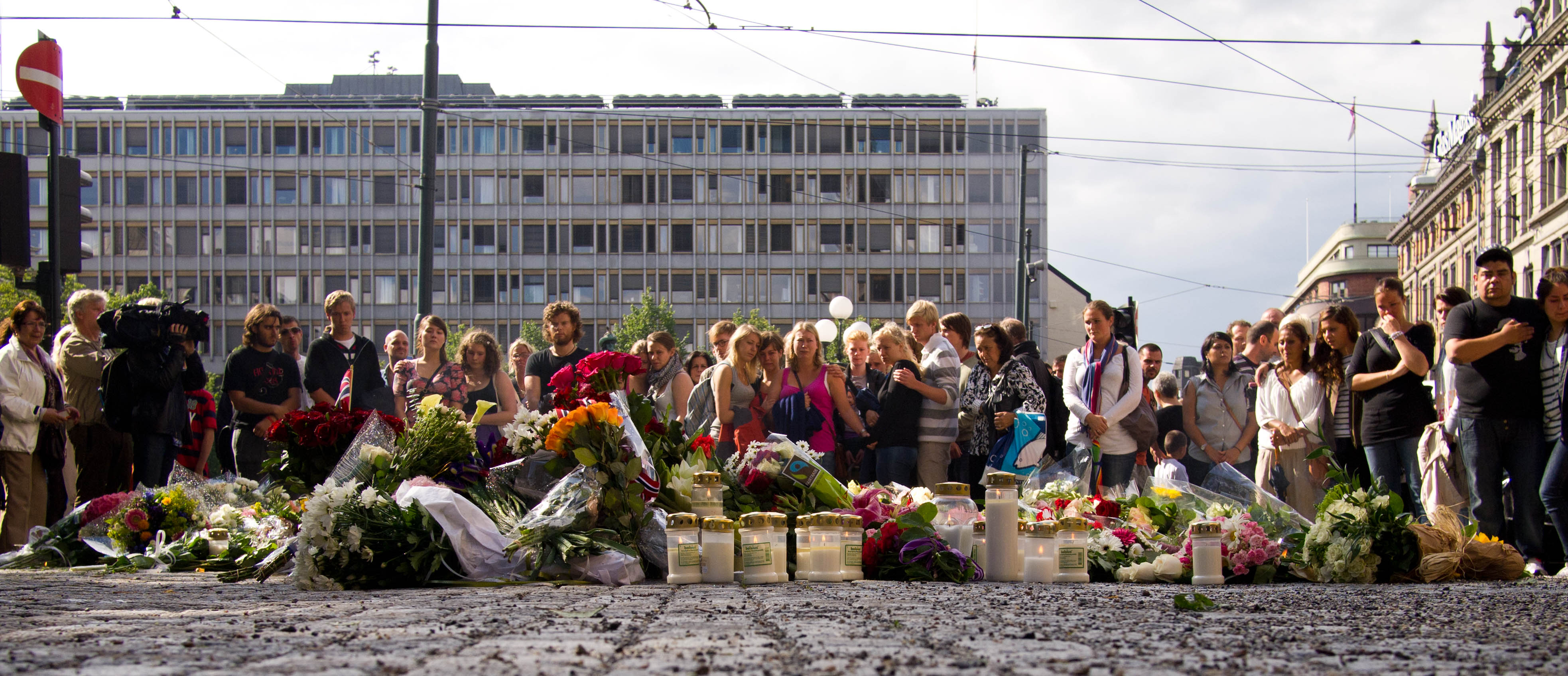
Recueillement devant la cathédrale d'Oslo le lendemain des attentats.

À partir d'octobre 2010, Breivik réunit les ingrédients et ustensiles nécessaires à la confection d'une bombe. Il s'inscrit parallèlement à un club de tir, ce qui lui permet d'acquérir légalement des armes à feu. Au printemps 2011, il fait modifier les statuts de « Breivik Geofarm », une société qu'il a créée quelques années auparavant, pour la transformer en exploitation agricole, et s'installe dans une ferme près de Rena, au nord d'Oslo. Ayant désormais accès à des engrais chimiques, et à l'abri des regards indiscrets, il se lance dans la production d'explosifs.
Le 22 juillet 2011 peu après 15 heures, il gare une camionnette chargée de 950 kg d'explosifs devant un immeuble gouvernemental au cœur d'Oslo. Lorsque la bombe explose à 15 h 25, il est en route pour Utøya, où se déroule un rassemblement de jeunes du Parti travailliste norvégien. Revêtu d’un uniforme de policier et armé d'un pistolet, d'un fusil et de quelque 3 000 cartouches, il sème la terreur et la mort sur la petite île pendant un peu plus d'une heure. Le bilan total est de 77 morts, 8 à Oslo et 69 à Utøya, auxquels s'ajoutent de très nombreux blessés.
Breivik est appréhendé à Utøya en fin d'après-midi le jour même des attentats. Il n'oppose pas de résistance aux policiers d'élite de la force Delta arrivés sur les lieux.

### Procès

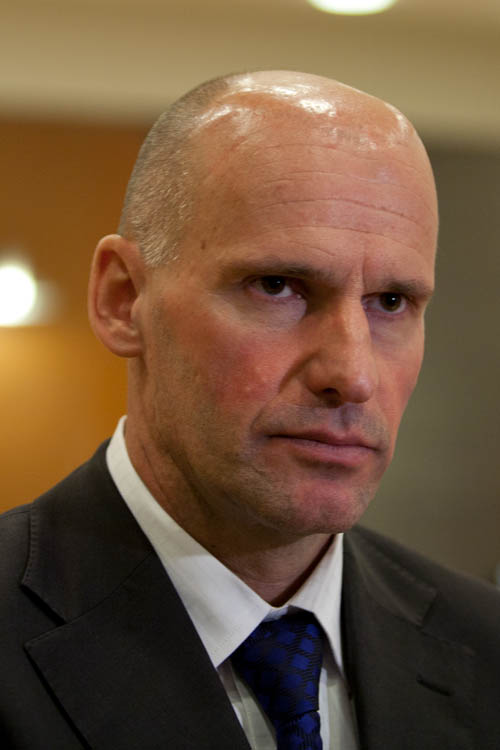
L'avocat d'Anders Behring Breivik, Geir Lippestad, également membre et élu du Parti travailliste norvégien.

Bien que revendiquant son implication et sa responsabilité dans la tuerie, Breivik décide néanmoins de plaider « non coupable ». Il est défendu par l'avocat Geir Lippestad, membre et élu du Parti travailliste norvégien.
Le 29 juillet 2011, deux psychiatres norvégiens sont mandatés pour procéder à l'expertise psychiatrique d’Anders Behring Breivik, afin d’évaluer sa faculté de discernement. Le 13 août 2011, lors de la reconstitution de la fusillade de l'île d'Utøya, Breivik ne montre aucun remords. Le 29 novembre 2011, les experts psychiatriques chargés de se prononcer sur la responsabilité pénale d'Anders Breivik estiment qu'il n'était pas en pleine possession de ses moyens au moment de l'attaque, et qu'il est donc irresponsable de ses actes. Le rapport remis par les psychiatres est ensuite entériné par une commission médico-légale.
Le 13 janvier 2012, le tribunal ordonne une nouvelle expertise médico-légale, qui, le 10 avril 2012, le déclare pénalement responsable. Comme l'avis émis lors de la première expertise, cette conclusion n'a de valeur que consultative. Breivik se déclare content des conclusions de la contre-expertise, car être déclaré pénalement irresponsable invaliderait son idéologie.
Le procès s'ouvre le 16 avril 2012. Breivik doit répondre de 77 assassinats et 42 tentatives d'assassinat, la justice norvégienne n'ayant retenu pour ce deuxième chef d'accusation que les blessés les plus graves. L'accusé demande sa relaxe, au motif qu'il aurait agi dans le cadre de la légitime défense.
Au premier jour d'audience, Breivik provoque l'assistance avec un geste de défi, bras tendu et poing fermé. Quelques heures plus tard, il fond en larmes, apparemment submergé par l'émotion, après la diffusion de sa vidéo de revendication. Pendant dix semaines, son attitude changeante déroute les observateurs. Le plus souvent impassible, il multiplie provocations et sourires, mais s'agace lorsque les experts le décrivent comme un individu solitaire, marqué par les échecs et les rejets. Il fait profil bas lorsque sont évoquées ses victimes, et évite les regards des parties civiles.
Le 24 août 2012, il est reconnu responsable de ses actes et condamné à la peine maximale, soit 21 ans de prison. Pendant dix ans, il ne peut demander de libération conditionnelle. Si, au bout des 21 ans, il est encore considéré comme dangereux, la peine peut être prolongée de 5 ans et cela indéfiniment,. Breivik conclut le procès avec une provocation en présentant « ses excuses aux militants nationalistes pour ne pas avoir exécuté davantage de personnes » et ne souhaite pas faire appel, car pour lui, « la justice est corrompue ». Il quitte le procès en refaisant son salut avec un sourire.

### Exécution de la peine
Après sa condamnation, les conditions privilégiées de détention négociées initialement par Breivik avec la police, notamment l'accès à un ordinateur et à Internet, sont révoquées par l'administration pénitentiaire. Ses communications avec l'extérieur sont censurées et les contacts qu'il avait noués avec des militants d'extrême droite en Norvège et à l'étranger s'effilochent. Alors qu'il envisageait de diriger, depuis sa cellule, un réseau de militants acquis à sa cause, Breivik se retrouve plus isolé que jamais. Lorsque sa mère décède des complications liées au cancer en mars 2013, la permission d'assister à l'enterrement lui est refusée.
Début 2014, Breivik menace de faire la grève de la faim en raison de ses conditions de détention au centre pénitentiaire d'Ila, qu'il considère comme de la torture. Dans son courrier, il formule plusieurs exigences, parmi lesquelles obtenir une PlayStation 3 « avec accès à des jeux pour adulte [qu'il] peut [lui]-même choisir » en remplacement de sa PlayStation 2, ainsi qu'un sofa en lieu et place de sa chaise de bureau « douloureuse ».
Le 20 avril 2016, la justice norvégienne donne raison à Anders Behring Breivik, dans le procès qu'il a intenté à l'État pour des conditions de détention qu'il juge « inhumaines ». Le tribunal d'Oslo a fait valoir qu'il était maintenu à l'isolement depuis près de cinq ans. La juge l'a en revanche débouté quant au contrôle de sa correspondance. Le premier verdict, dans lequel le gouvernement norvégien a violé l'article 3 de la convention sur les droits de l'homme, a été présenté au procès en appel à partir du 10 janvier 2017. Le 1er mars 2017, la cour d'appel a statué que l'isolement ne violait pas les droits de Breivik. Le 8 juin 2017, la Cour suprême norvégienne, la plus haute instance juridique du pays scandinave, a refusé d'examiner son appel en cassation. Sa condamnation dans son pays étant désormais définitive, son avocat a annoncé aussitôt qu'il allait saisir la Cour européenne des droits de l'homme.
Le 29 mai 2018, la Cour européenne des droits de l'homme rejette la plainte d’Anders Breivik (qui a entre-temps officiellement changé de nom, et s’appelle désormais Fjotolf Hansen) contre la Norvège.
Anders Breivik demande sa libération conditionnelle après 10 ans de prison conformément au jugement de condamnation. L'audience de libération conditionnelle, retransmise en direct par les télévisions norvégiennes, se tient du 18 au 20 janvier 2022. Breivik y multiplie les provocations, faisant le salut nazi, brandissant une pancarte évoquant la théorie du complot du génocide blanc, prétextant un lavage de cerveau qui avait fait de lui un « fantassin » du réseau néonazi Blood and Honour afin « de rétablir le troisième Reich ». Il précise « qu’il poursuivrait son combat pour la suprématie blanche et la domination nazie par des moyens pacifiques ». « Il y a un risque évident que (Breivik) renoue avec le comportement qui a conduit aux attaques terroristes du 22 juillet », a tranché le tribunal de district du Telemark, en rejetant la demande de remise en liberté. Breivik n'a jamais émis le moindre remords depuis les faits. Breivik s'est plaint lors de l'audience de ses conditions de détention, conditions jugées pourtant non «inhumaines» par la cour d'appel d'Oslo en 2017, au terme d'un procès durant lequel Breivik avait fait le salut nazi à deux reprises. Breivik  « bénéficie de trois cellules rassemblées en une, d’une télévision, d’une console de jeux, d’appareils sportifs, d’un ordinateur portable, de cours en ligne et d’une sortie d’une heure par jour » mais est presque en isolement total car « très peu de prisonniers ont envie de lui parler. La plupart ont envie de lui faire du mal » selon sa psychiatre qui a témoigné au procès que « les risques d’actes de violence futurs de sa part sont les mêmes par rapport à ce qu’ils étaient en 2012-2013 ».
En 2022 il est transféré de Skien à la prison de Ringerike, qui se trouve près du lac Tyrifjord, à quelques kilomètres à vol d'oiseau de l’île d'Utoya. Jugeant qu'il n'y a aucun progrès dans ses conditions d'emprisonnement en ce qui concerne les contacts humains, il poursuit l'État en août 2022,.

### Changements de nom
Début juin 2017, son avocat confirme à la presse que Breivik a officiellement changé de nom, mais refuse d'en fournir la raison. Sa nouvelle identité est Fjotolf Hansen. En mars 2025, il change de nouveau d'identité et s'appelle maintenant Far Skaldigrimmr Rauskjoldr av Northriki. 

## Opinions et croyances

### Profil
Les éléments postés sur le réseau social Facebook, indiquent, selon le Figaro, « des goûts en phase avec les jeunes gens de son âge ». L’homme, à la chevelure blonde mi-longue et aux yeux bleu clair, s’y décrit comme « conservateur ». Célibataire, il vivrait chez sa mère, dans une banlieue aisée d’Oslo. Ses livres favoris seraient Le Procès de Franz Kafka, Léviathan de Thomas Hobbes et 1984 de George Orwell. Ses films préférés seraient, toujours d'après sa page Facebook, Gladiator, 300 et, en troisième position, Dogville, ce qui a bouleversé le réalisateur Lars von Trier, qui reconnaît : « La dernière scène de Dogville présente de pénibles similitudes avec Utøya ».
D’après Nicolas Lebourg, chercheur à l’université de Perpignan, le cas Anders Behring Breivik relève au moins partiellement de l’imaginaire « loup solitaire », inventé par le néonazi américain Joseph Tommasi, fondateur, en 1974, du National Socialist Liberation Front. Le mélange d'explosif utilisé est le même que celui des terroriste américains néonazis et de l'attentat d'Oklahoma City.

### Évaluation psychiatrique
Anders Behring Breivik est examiné par des psychiatres à la demande de la justice, à l'automne 2011. Ceux-ci diagnostiquent une schizophrénie et concluent à un état de délire, aussi bien lors des attaques, que durant leur observation clinique,.
D'après leur rapport, Breivik fait preuve d'un sévère manque d'empathie de caractère psychopathique. Il parle de manière incohérente et agit de manière compulsive. Il se décrit comme le futur régent de Norvège, « maître de la vie et de la mort » et « le plus parfait chevalier d'Europe depuis la Deuxième Guerre mondiale ». Cependant, une contre-expertise menée par deux autres psychiatres, et rendue publique le 10 avril 2012, conclut à l'absence de trouble psychiatrique et va dans le sens de l'absence d'irresponsabilité pénale, ce dont Anders Breivik s'est réjoui.
C'est donc au tribunal qu'il a appartenu de se prononcer sur la responsabilité pénale d'Anders Breivik. Si le diagnostic de schizophrénie avait été retenu par la justice, Breivik n'aurait pas pu être condamné à une peine de prison mais aurait pu être interné à vie dans un hôpital psychiatrique. Le tribunal a finalement considéré qu'il était « sain d'esprit », ce qui satisfait Breivik, qui craignait qu'une appréciation de folie ne discrédite son idéologie raciste et xénophobe.

### Philosophie et religion
Selon François-Bernard Huyghe, chercheur à l'IRIS, l’action de Breivik est « la mise en œuvre d’une pensée politique » et de « bouillie idéologique ».
Lors d’un point de presse, Roger Andresen (en), responsable des forces de l'ordre, indique que, sur la foi d’informations postées sur Internet,, l’homme incriminé, Norvégien, est qualifié de « fondamentaliste chrétien », et ses opinions politiques pencheraient « à droite » selon la police. En revanche, Tore Bjørgo, de l'École de police de Norvège (en), pense que cette caractérisation est incorrecte : selon lui, bien qu’Anders Breivik se considère comme étant « chrétien », il n’en revêt pas pour autant la stature d’une personne particulièrement spirituelle. Décrit comme un « fondamentaliste chrétien » dans les heures qui ont suivi les attentats, il se qualifie de « protestant traditionnel », « ne cite pas la Bible à tout bout de champ et se dit lui-même modérément croyant ». Il a été membre de l’Ordre norvégien des francs-maçons, qui « semblait un moyen intéressant de se faire une place dans une société secrète », mais après avoir été présenté à une loge par un membre de sa famille, Breivik s'y ennuie et n'y assiste jamais en s’arrêtant au troisième degré. Il en est radié immédiatement après le drame, et il manifeste une attirance pour l'occulte. En 2015, plusieurs lettres de Breivik paraissent dans la presse norvégienne. Le criminel y nie avoir jamais été chrétien et y juge au contraire le Christ et son message pathétiques, et affirme prier Odin.
En 2013, après deux ans d'emprisonnement, Breivik se lance dans un projet de création d'une association qu'il entend nommer « Le Parti fasciste norvégien et la Ligue nordique », en préalable à la création d'un véritable parti politique. Bien que n'ayant pas modifié ses croyances idéologiques, il affirme s'être « converti » à la cause démocratique depuis août 2012, à la suite du succès électoral en Grèce du parti néonazi Aube dorée. Son projet n'aboutissant pas, Breivik remet la faute sur les autorités pénitentiaires.

### Manifeste2083
Sous le pseudonyme « Andrew Berwick », Breivik rédige, en anglais, un manifeste de 1 518 pages, intitulé : 2083 – Une Déclaration d’indépendance européenne.
Environ une heure et demie avant le premier attentat, il fait parvenir une copie de son réquisitoire, par courrier électronique, à 1 003 personnes. Dans la préface, il déclare avoir consacré neuf ans de sa vie à écrire ce livre, dont les trois dernières années à plein temps. Il se réfère également aux attaques comme à « […] des sacrifices — qui constituent eux-mêmes une véritable opération de marketing — voués à la distribution de cet ouvrage. »
Une grande partie du document compile, copie ou cite des textes de tiers. Ce document fait état de ses antécédents et de ses opinions politiques,, ; Breivik y fait usage du concept d'Eurabia ; il détaille sa planification des attaques, dont notamment la préparation de l’ANFO, les méthodes d’acquisition des ingrédients chimiques, ainsi que la description circonstanciée de son état mental durant les jours qui ont précédé ses actes. Le journal The New York Times mentionne, parmi les influences de Breivik, d'une part l'écrivain Robert Spencer, cité 64 fois dans le manifeste, lequel fait abondamment référence aux travaux de ce spécialiste anti-islam, et d'autre part Bat Ye'or, principale promotrice du terme « Eurabia », citée aussi des dizaines de fois. Le magazine Foreign Policy insiste également sur l'importance des écrits de Bat Ye'or. Daniel Pipes, figure connue du néoconservatisme anti-islam, est également cité comme source d'inspiration pour Breivik ainsi que le blogueur Fjordman.
Afin de donner une impression de respectabilité à ses vues extrémistes, Breivik cite également, dans son manifeste, des personnalités comme Winston Churchill, Bernard Lewis, Edmund Burke, Thomas Jefferson, le Mahatma Gandhi, John Locke, George Orwell et Roger Scruton, des éditorialistes Jeremy Clarkson du Sunday Times et Melanie Phillips (en) du Daily Mail. Le document mentionne aussi de façon admirative notamment Ayaan Hirsi Ali, Bruce Bawer, Pamela Geller et Srđa Trifković (en). Il cite aussi Alain Finkielkraut, dont il reprend certaines idées contre l'antiracisme, et Frédéric Encel.
Breivik se défend de tout fascisme ou nazisme, se déclarant notamment allié des Juifs. Breivik accuse le féminisme de permettre la destruction du tissu social européen, et prône la restauration du patriarcat. Le texte retranscrit en outre des passages du manifeste d'Unabomber, sans lui en attribuer la paternité, tout en y remplaçant les termes « gauchistes » par « marxistes culturels » et « noirs » par « musulmans ».
La publication de ce pamphlet n’attire pas l’attention de la police norvégienne, la raison pouvant être que Breivik ne publie ses écrits qu'environ une heure et demie avant le déclenchement des attentats,.

### Sitedocument.no
Breivik rédige également de nombreux billets sur le site Web document.no (en), décrit par le journal Aftenposten comme « critique face à l’islam et bienveillant à l’égard d’Israël ». Il assiste également aux réunions des Documents Venner (« Les Amis de Document »), eux-mêmes affiliés à ce site Web.
D’après le Dagens Næringsliv, Breivik essaie de démarrer une version norvégienne du Tea Party Movement, en coopération avec les propriétaires du document.no, mais ceux-ci — bien qu’ayant initialement exprimé leur intérêt — finissent par renoncer à toute perspective de collaboration avec lui, après avoir constaté l’inexistence flagrante des contacts qu’il avait pourtant promis d’établir.
Après les attaques de 2011 et à la suite de l'attention portée par les médias aux activités de Breivik sur Internet, document.no compile une liste complète de tous les commentaires qu'il a postés sur le site entre septembre 2009 et juin 2010.

## Récupération et influence
La marque de vêtements Thor Steinar, proche des milieux d'extrême-droite et néo-nazis, ouvre en 2012, à Chemnitz, un magasin qu'elle nomme « Brevik », provoquant l'ire des autorités de la ville et de la classe politique allemande.
En France, des groupuscules se revendiquant héritiers de l'OAS en 2017 disent s'inspirer du terrorisme de Breivik,.
Brenton Tarrant affirme l'avoir consulté et avoir obtenu son approbation avant de commettre les attentats de Christchurch en 2019. Il dit s'être inspiré du grand remplacement et de Breivik et « avoir eu la bénédiction des "nouveaux Chevaliers Templiers" ("reborn Knights Templar") », organisation à laquelle Breivik disait appartenir.
En 2021, en France, un homme de 19 ans est arrêté au Havre pour avoir fomenté un projet de tuerie dans son ancien lycée et dans une mosquée. Il fait référence dans ses écrits à Breivik et à Hitler et avait prévu que l'attentat se déroule le jour de l'anniversaire de ce dernier, le 20 avril 2022.